# Kluis
Kluis est une commune sur l'île de Rügen, dans l'arrondissement de Poméranie-Occidentale-Rügen, Land de Mecklembourg-Poméranie-Occidentale.

## Géographie
Kluis se trouve en plein cœur du Muttland.
La commune comprend les quartiers de Gagern, Pansevitz et Silenz.

## Monuments
- Ruines du château de Pansevitz

## Infrastructure
Kluis est sur la Bundesstraße 96 entre Gingst et Samtens, à proximité du Wittower Fähre.

## Personnalités liées à la ville
- Carl Reinhold von Krassow (1812-1892), homme politique mort au château de Pansevitz (de)